# ¡Mucha Lucha!
¡Mucha Lucha! (plus tard connue sous le titre de ¡Mucha Lucha!: Gigante) est une série d'animation américaine en 52 épisodes de 22 minutes créée par Eddie Mort et Lili Chin, produite aux studios Warner Bros. Animation et diffusée entre le 17 août 2002 et le 28 février 2005 dans le programme télévisé Kids' WB, sur Télétoon au Canada, CITV et Kix! (en) au Royaume-Uni, et sur Cartoon Network dans le monde (dont les États-Unis).
Il s'agit de la première série télévisée animée sur Adobe Flash, un logiciel qui sert habituellement dans l'animation sur Internet.
En France, la série fut diffusée depuis le 22 avril 2003 sur Cartoon Network France, au Québec sur Télétoon et en Belgique sur Club RTL.

## Scénario
La série se centre principalement sur l'univers de la lucha libre (chacun des personnages portant un masque et possédant une prise de finition qui lui est propre), et sur trois enfants étudiant l'art de cette lutte. La série est nommée deux fois pour les Golden Reel Awards dans la catégorie de « meilleure édition sonore dans une série animée. »

## Doublage français
- Hervé Rey : Ricochet
- Kelly Marot : Buena Bimba
- Yoann Sover : Crapuce
- Brigitte Virtudes : Directrice d'école
- Pascal Renwick : El Ray / Grand-Père

## Produits dérivés
Une ligne de jouets inspirés de l'émission a été créée par Jakks Pacific en 2003. Il s'agit de figurines dont les parties pouvaient être fixées sur d'autres figurines de la collection. La première ligne a uniquement été commercialisée, et la deuxième a été annulée. En Été 2003, DC Comics publie une mini-collection de trois livres inspirés de ¡Mucha Lucha!. Les scénarios ont été écrits par Eddie Mort, et se référençaient principalement sur la série. À la fin de 2003, un jeu vidéo sur Game Boy Advance, intitulé Mascaritas of the Lost Code est commercialisé, et dans l'ensemble mal accueilli par les critiques,,, ; un deuxième jeu vidéo adapté sur console PlayStation 2 sous le titre de Mysterioso Grande est annoncé puis plus tard annulé aux alentours de 2004, les créateurs ne trouvant aucun éditeur.